# Safran Engineering Services
Safran Engineering Services est une entreprise française d’ingénierie spécialisée dans certains domaines de l’aéronautique.

## Historique

Logo de 2010 à 2016.

En mars 2010, la branche DIT de Labinal et Teuchos (autre filiale du groupe Safran) fusionnent et prennent ensemble le nom de Safran Engineering Services qui reste filiale de Labinal.
En octobre 2018, Valentin Safir remplace Gregory Mayeur au poste de PDG.

## Présentation générale
Safran Engineering Services propose son expertise dans les domaines suivants :
- Systèmes Électriques ;
- Aérostructures ;
- Avionique et Systèmes embarqués ;
- Systèmes Mécaniques.
- Certification et Sureté

C’est une filiale de Safran Electrical & Power.
Les clients de Safran Engineering Services sont majoritairement aéronautiques et, dans une moindre mesure : automobile, ferroviaire, spatial...
Les neuf centres d’affaires de Safran Engineering Services sont implantés sur quatre continents et dans huit pays avec une majorité de l’effectif en France (1 094 personnes sur 3200). Le siège de la société est implanté à Blagnac.

## Établissements
Les sites de Safran Engineering Services sont répartis dans les villes suivantes :
- Zone Europe
  - France
    - Blagnac (Haute-Garonne)
    - Mérignac (Gironde)
    - Vitrolles (Bouches-du-Rhône)
    - Bordes (Pyrénées-Atlantiques)
    - Gonfreville-l'Orcher (Seine-Maritime)
    - Moissy-Cramayel/Villaroche (Seine-et-Marne)
    - Magny-les-Hameaux (Yvelines)
- Zone Europe
  - Allemagne
    - Hambourg

  - Royaume-Uni
    - Almondsbury

  - Espagne
    - Valladolid
    - Madrid
    - Séville
- Zone Afrique
  - Maroc
    - Casablanca
    - RABAT
- Zone Amérique du Nord
  - États-Unis
    - Everett, Washington

  - Mexique
    - Chihuahua
- Zone Asie
  - Inde
    - Bangalore